# Flakstad
Flakstad este o comună din provincia Nordland, Norvegia.